# Wolfgang Platz
Wolfgang Platz (* 7. April 1944) ist ein ehemaliger deutscher Fußballspieler, der in allen elf Runden der damals zweitklassigen Regionalliga Süd von 1963/64 bis 1973/74 für die Vereine VfR Mannheim (1963 bis 1971) und Karlsruher SC (1971 bis 1974) mit insgesamt 332 (25 Tore) Spielen als Rekordspieler der Regionalliga Süd im Einsatz gewesen war.

## Laufbahn

### VfR Mannheim, 1962 bis 1971
Am 10. Februar 1963, dem 22. Spieltag der Runde 1962/63 in der Oberliga Süd, debütierte der Nachwuchsspieler Wolfgang Platz in der Vertragsspielermannschaft des VfR Mannheim. Trainer Helmut Kronsbein brachte ihn zusammen mit Dieter Sagray und Karl-Heinz Kott beim 1:1-Remis im Heimspiel gegen den KSV Hessen Kassel in der VfR-Läuferreihe zum Einsatz. Da der Deutsche Meister des Jahres 1949 nicht für die neue Fußball-Bundesliga ab der Saison 1963/64 nominiert wurde, trug der VfR ab diesem Zeitpunkt seine Verbandsspiele in der Zweitklassigkeit der Regionalliga Süd aus.
Platz spielte von 1963 bis 1971 für den VfR Mannheim in der Regionalliga Süd. In den ersten zwei Runden zählte er mit 17 bzw. 10 Einsätzen noch nicht zur Stammbesetzung der Rasenspieler. Im Startjahr der Regionalliga war er noch ein Talent an der Seite der Leistungsträger Rudolf Bast (27 Tore), Torhüter Hans Benzler und Mittelläufer Hans-Jürgen Wäckerle. Am 5. Januar 1964 hatte Platz beim Heimspiel gegen ESV Ingolstadt (1:1) in der Regionalliga debütiert. Er spielte im WM-System auf Halblinks und bildete mit Dieter Sagray den linken Flügel. Der VfR belegte mit Trainer Hans Pilz den sechsten Platz. Ab der Runde 1965/66 gehörte der zumeist die linke Außenläuferposition spielende Platz aber konstant der Stammbesetzung der „Blau-Weiß-Roten“ an. Die beste Platzierung mit dem VfR erlebte er in der Saison 1966/67 unter Trainer Oswald Pfau mit dem Erreichen des fünften Ranges an der Seite von Mitspielern wie Hans Benzler, Walter Duttenhofer, Ernst Tober, Günter Rehbein, Heinz Schmitt, Franz Schäffner, Klaus Beckfeld, Lutz Streitenbürger, Karl-Heinz Certa und Gerold Stocker. Platz hatte alle 34 Rundenspiele bestritten und einen Treffer erzielt. Als der Nachfolger von Torjäger Bast, Franz Schäffner, zur Runde 1968/69 zu 1860 München wechselte, ging es in der Tabelle (14. Platz) nach unten. Auch die Defensivqualitäten eines Rainer Ulrich, das herausragende spielerische Talent eines Dietmar Danner und die Mittelfeld-Präsenz von Wolfgang Platz konnten in der Runde 1970/71 nicht den Abstieg des VfR Mannheim verhindern. Die Rasenspieler verloren unter den Trainern Karl Vetter und Kurt Keuerleber mit einem Punkt Rückstand gegenüber dem SSV Reutlingen das Rennen um den rettenden 15. Rang. Platz hatte in der 19er-Staffel alle 36 Pflichtspiele absolviert und auch noch sieben Tore erzielt. Nach 232 Spielen (19 Tore) in der Regionalliga Süd für den VfR unterschrieb Platz im Sommer 1971 – wie auch Mitspieler Rainer Ulrich – einen Vertrag beim Karlsruher SC.
Besondere Momente hatten für Platz in seiner VfR-Zeit die Mannheimer Lokalderbys dargestellt. Das erste bestritt der Mittelfeldspieler 1963/64 am 16. Februar 1964 bei einer 1:3-Auswärtsniederlage vor 10.000 Zuschauern gegen den SV Waldhof. In der Runde 1968/69 kam durch den Aufstieg des VfL Neckarau noch ein dritter Mannheimer Vertreter in die Regionalliga. Die beiden Spiele gegen die von Trainer-Vater Philipp Rohr betreuten Blau-Weißen von der Altriper Fähre erbrachten für den VfR 3:1 Punkte, wie auch die zwei Spiele gegen Waldhof (1:1; 1:0). Das letzte Derby gegen die Blau-Schwarzen vom SV Waldhof fand in der Saison 1969/70 statt, da Waldhof im Sommer 1970 in das Amateurlager abstieg. Am 1. März 1970 trennten sich Waldhof und der VfR mit 1:1. Platz hatte mit einem verwandelten Foulelfmeter in der 73. Minute seinen Verein in Führung gebracht, Günter Sebert gelang ebenfalls mit einem Elfmeter in der 82. Minute der 1:1-Ausgleich.

### Karlsruher SC, 1971 bis 1974
KSC-Trainer Heinz Baas vertraute im Startspiel der Serie 1971/72, am 14. August 1971, beim Auswärtsspiel bei der SpVgg Bayreuth sofort auf den Neuzugang aus Mannheim. Er bildete zusammen mit Werner Adler und Horst Wild das KSC-Mittelfeld. Platz absolvierte 35 Spiele mit zwei Toren im ersten Jahr in Karlsruhe und der KSC belegte den fünften Platz. Im zweiten Jahr, in der Saison 1972/73, in der Platz mit 34 Spielen (3 Tore) zum am häufigsten eingesetzten Spieler des KSC wurde, holte er mit der Wildpark-Elf die Vizemeisterschaft im Süden und kam in der Bundesliga-Aufstiegsrunde zu weiteren sieben Einsätzen mit einem Tor. Die im ersten Aufstiegsspiel siegreiche Fortuna Köln stieg in die Bundesliga auf. Zusammen mit Gerhard Faltermeier und Hans Haunstein bildete Platz dabei das KSC-Mittelfeld. Nach der letzten Regionalliga-Runde 1973/74 – Platz kam unter dem neuen Trainer Carl-Heinz Rühl zu 31 Ligaspielen – beendete der Mannheimer seine Vertragsspielerlaufbahn und schloss sich zur Saison 1974/75 der SpVgg Neckarelz in der 1. Amateurliga Nordbaden an. Insgesamt hatte Platz in der Regionalliga Süd beim Karlsruher SC weitere 100 Ligaspiele bestritten und sechs Tore erzielt. Erst in der Vizemeistersaison 1972/73 war Platz mit dem KSC wieder in einem Punktespiel auf einen Mannheimer Verein getroffen. Das Heimspiel mit Karlsruhe gegen Waldhof gewann er am 28. Oktober 1972 mit 4:2, das Rückspiel am 28. April 1973 endete vor 12.000 Zuschauern mit 3:3. Platz bildete dabei mit Gerd Faltermeier und Hans Haunstein das KSC-Mittelfeld. In der letzten Regionalligasaison, 1973/74, gewann er mit Karlsruhe das Heimspiel (3:0), verlor aber bei Waldhof mit 0:1. In dieser Saison mischten auch die Rasenspieler des VfR wieder in der Regionalliga mit: In der Hinrunde gewann der VfR das Heimspiel mit 2:1, in der Rückrunde revanchierte sich der KSC mit einem 3:1-Heimerfolg. Platz agierte in allen vier Spielen im KSC-Mittelfeld. An seiner Seite waren abwechselnd Wilfried Trenkel, Haunstein, Faltermeier, Günther Fuchs und Horst Wild aktiv.

## Amateur und Beruf
Nach Beendigung seiner aktiven Karriere arbeitete er bis 2008 als Lehrer für Englisch und Sport am Peter-Petersen-Gymnasium in Mannheim und trainierte bis in die 1990er Jahre einige unterklassige Mannschaften, zuletzt den SV Neidenstein. Bei der SpVgg Neckarelz war er von 1974 bis 1977 aber auch noch in 47 Ligaspielen (7 Tore) in der 1. Amateurliga Nordbaden aktiv gewesen, zum Teil auch als Spielertrainer.
Am 24. Juli 1985 nahm Wolfgang Platz an einem Wohltätigkeitsspiel der „Franz-Beckenbauer-Stiftung“ im Mannheimer Waldhof-Stadion vor 7.000 Zuschauern gegen die „Uwe-Seeler-Traditionself“ im Kreise einer Auswahl ehemaliger Mannheimer Vertragsspieler teil.